# Schiavona

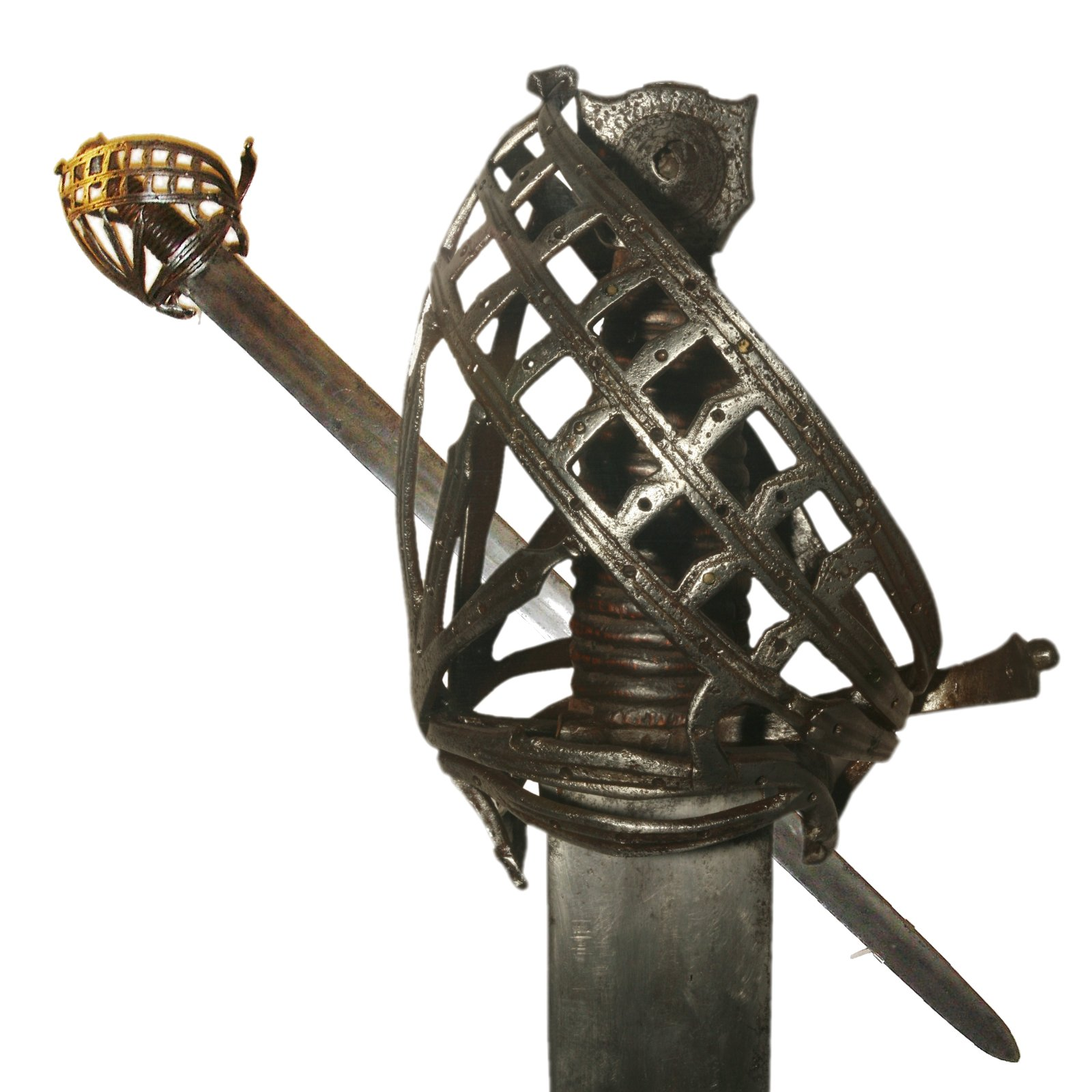
Schiavona, koniec XVII w.

Schiavona – rodzaj pałasza popularnego we Włoszech w XVI i XVII wieku wywodzącego się od broni straży weneckich dożów. Broń ta miała głownię szerszą niż współczesny jej rapier i jelec koszowy o charakterystycznym kształcie.
Służyła raczej do cięcia niż kłucia.
Schiavona stała się popularna także wśród armii krajów handlujących z Włochami w XVII wieku. Nazwa pochodzi od słowiańskich najemników dożów Wenecji – Schiavoni.